# Małejkowszczyzna
Małejkowszczyzna (biał. Малэйкаўшчына, Małejkauszczyna; ros. Малейковщина, Malejkowszczina; pol. hist. Majejkowszczyzna, Malejkowszczyzna) – wieś na Białorusi, w obwodzie grodzieńskim, w rejonie lidzkim, w sielsowiecie Krupa, nad Lidzieją i przy drodze republikańskiej R89.
Od południa i zachodu wieś graniczy z Lidą.

## Nazwa
Źródła podają różne nazwy miejscowości. W Słowniku geograficznym Królestwa Polskiego z 1885 wieś opisana jest pod nazwą Malejkowszczyzna. W II Rzeczypospolitej wieś nosiła nazwę Majejkowszczyzna (taką nazwę wymieniają źródła z lat. 20. oraz Skorowidz miejscowości Rzeczypospolitej Polskiej z oznaczeniem terytorjalnie im właściwych władz i urzędów oraz urządzeń komunikacyjnych z 1933). Później została ona zmieniona na Małejkowszczyzna i pod taką nazwą pojawia się w opublikowanym w Nowogródzkim Dzienniku Wojewódzkim Podziale gmin wiejskich Województwa Nowogródzkiego na gromady według stanu na dzień 1 listopada 1935 r.
W latach 2011–2019 Komisja Standaryzacji Nazw Geograficznych poza Granicami Rzeczypospolitej Polskiej zalecała nazwę Majejkowszczyzna. Obecnie oficjalną polską nazwą wsi jest Małejkowszczyzna.

## Historia
W XIX i w początkach XX w. zaścianek położony w Rosji, w guberni wileńskiej, w powiecie lidzkim.
W dwudziestoleciu międzywojennym folwark leżący w Polsce, w województwie nowogródzkim, w powiecie lidzkim, w gminie Lida. W 1921 miejscowość liczyła 86 mieszkańców, zamieszkałych w 16 budynkach, w tym 84 Polaków i 4 Żydów. 68 mieszkańców było wyznania rzymskokatolickiego, 14 mojżeszowego i 4 prawosławnego.
Po II wojnie światowej w granicach Związku Sowieckiego. Od 1991 w niepodległej Białorusi.